# ゴールデン☆ベスト 由紀さおり
『ゴールデン☆ベスト 由紀さおり』は由紀さおりのベスト・アルバム。2012年2月22日発売。

## 解説
各レコード会社から発売されているゴールデン☆ベストシリーズの一枚。2022年11月16日にSACDハイブリッド化された。

## 収録曲
1. 夜明けのスキャット
2. 手紙
3. 生きがい
4. ルーム・ライト (室内灯)
5. 恋文
6. 挽歌
7. う・ふ・ふ
8. 天使のスキャット
9. タ・ヤ・タン
10. TOKYOワルツ
11. この愛を永遠に
12. ゆらゆら
13. 男ともだち
14. 両国橋
15. スイートワルツの流れる川に
16. この世の果てまでそばにいて